# Свржаки
Свржаки (словен. Svržaki) — поселення в общині Метлика, регіон Південно-Східна Словенія, Словенія.